# San Cassiano
San Cassiano là một đô thị và thị xã của Ý. Đô thị này thuộc tỉnh Lecce trong vùng Apulia. San Cassiano có diện tích km2, dân số theo ước tính năm 2005 của Viện thống kê quốc gia Ý là người. 
Các đơn vị dân cư:
Đô thị San Cassiano giáp với các đô thị: